# Марибо (сыр)
Марибо (дат. Maribo) — полутвёрдый сыр из коровьего молока, производимый в Дании. Своё название получил от названия города Марибо на острове Лолланн.
Имеет плотную, сухую текстуру и сладковато-островатый сливочный вкус, напоминающий вкус голландского сыра Гауда. Иногда ароматизируется зёрнами тмина. Дырочки маленькие, разного размера. Корочка бледного тёмно-коричневого цвета, покрыта жёлтым парафином. Жирность — 30-45 %.